# Десквамация
Десквамация (на латински: desquamo – обелвам, отлюспвам) е вид физическото изветряне на скалите, предизвикано от денонощните или годишните колебания на температурата, поради което най-силно е физическото изветряне в пустините поради сухия им климат, понеже при липса на влага се съкращава времето на загряване и изстиване. Поради слабата топлопроводимост на скалите през деня горният им слой се нагрява по-силно от по-долулежащите и съответно се разширява повече. Обратно, през нощта изстиването на скалите засяга предимно горния слой, който се свива повече. Вследствие постоянното свиване и разширяване на повърхностния скален слой настъпва нарушение в сцеплението на частиците му и скалата постепенно се разпада, като се напуква и разчупва. Силата на този процес зависи от естеството на скалите, техния състав, цвят, произход, напуканост и други особености. Освен в пустините процесът на десквамация е характерен и за високопланинските райони, където се наблюдават подобни температурни амплитуди.